# Кантуа буксолистная
Ка́нтуа буксоли́стная (лат. Cantua buxifolia) — цветущее кустарниковое растение. Принадлежит к семейству синюховых (Polemoniaceae), типовой вид рода кантуа (Cantua). 
Латинское научное название рода образовано от перуанского слова  ccantu, у кечуа qantua, qantuta, в Боливии kantuta. Растение известно как «цветок инков».

## Ареал и описание
Кантуа буксолистная растёт в высогорных долинах юнгас Перу и Боливии на высоте от 2500 до 4000 метров над уровнем моря. Также выращивается как декоративное растение, по выносливости и по приемам культуры приравнивается к зимующим фуксиям. В 1848 году его впервые вырастили из семян, собранных в перуанских Андах Уильямом Лоббом, в Великобритании.
В дикой природе вечнозеленый кустарник вырастает до 5 м высотой, имеет прямой сильный ствол, простые листья. Ветки растения с кистями ярко-красных, пурпурных трубчатых цветов, но также встречаются белые или желтые. Соцветия несут от нескольких и более цветов на цветоножках разной длины. Опыляется, преимущественно, колибри.

## Использование
Использовался в качестве орнаментного растение инками, которые способствовали его культивированию по всей империи и посвящали богу Солнца; так он стал известен под названием «цветок инков».
Цветок является эмблемой Перу, а также одним из национальных символов Боливии.

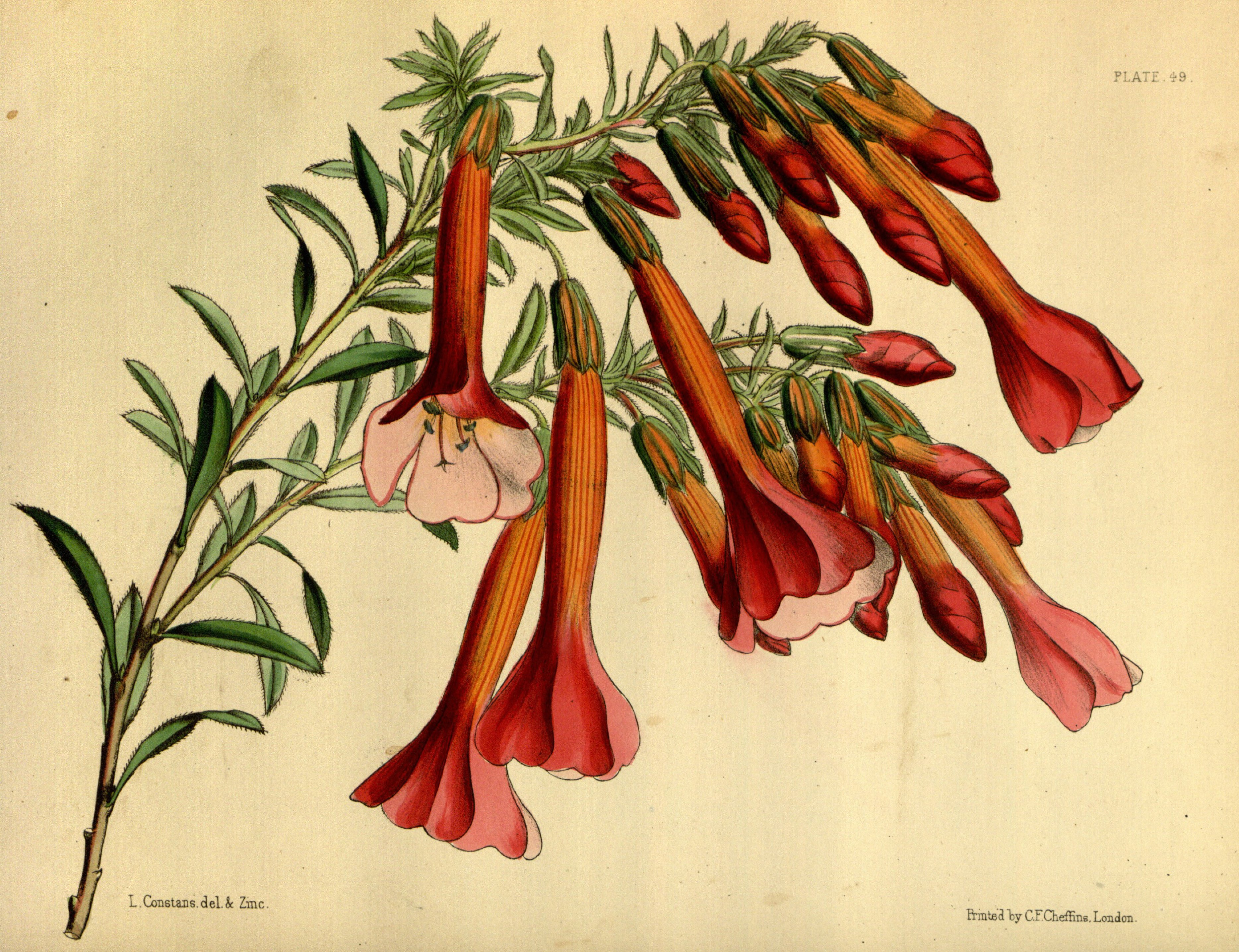
Рис. Л. Констанс (1853)
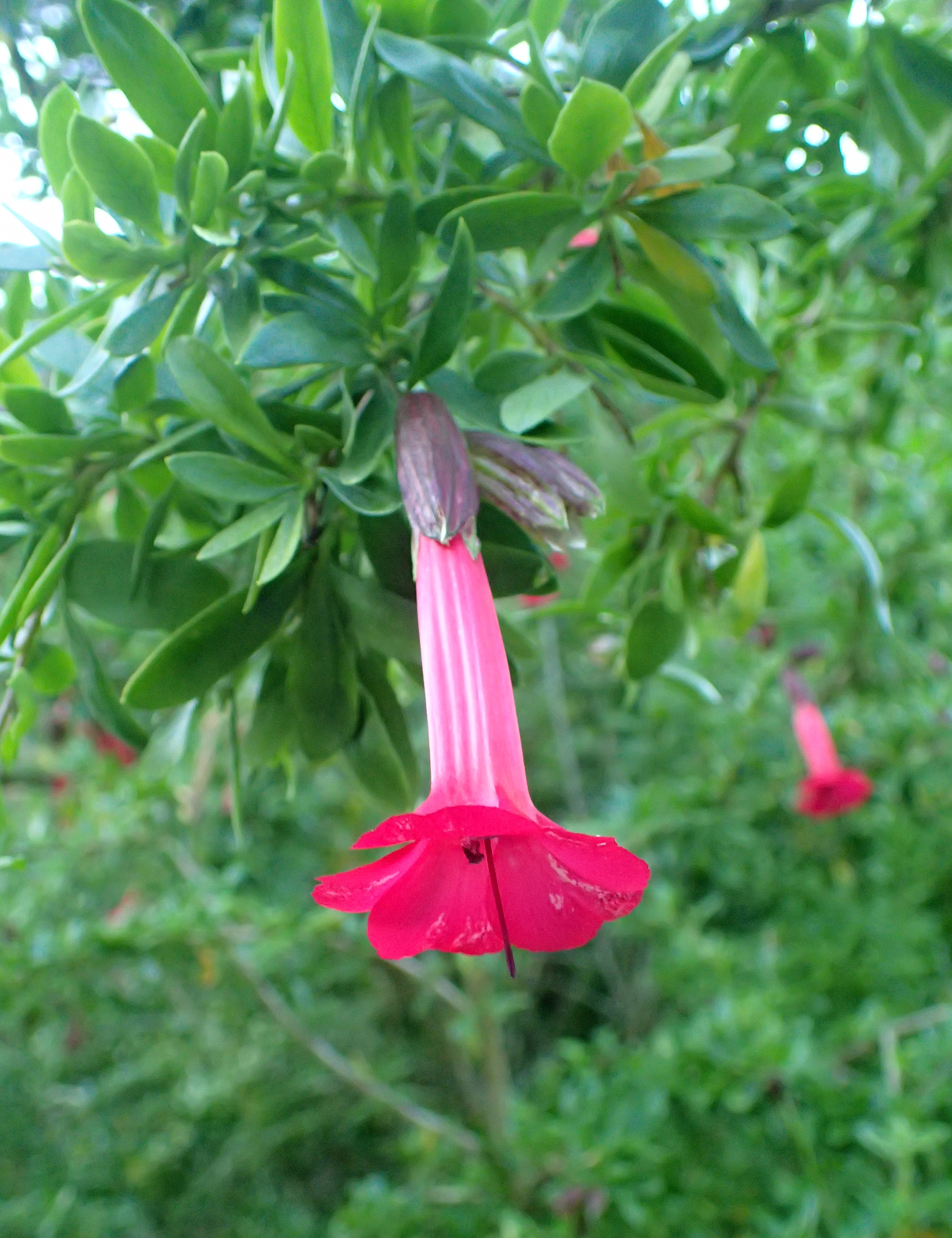
Ботанический сад Сан-Франциско[англ.]
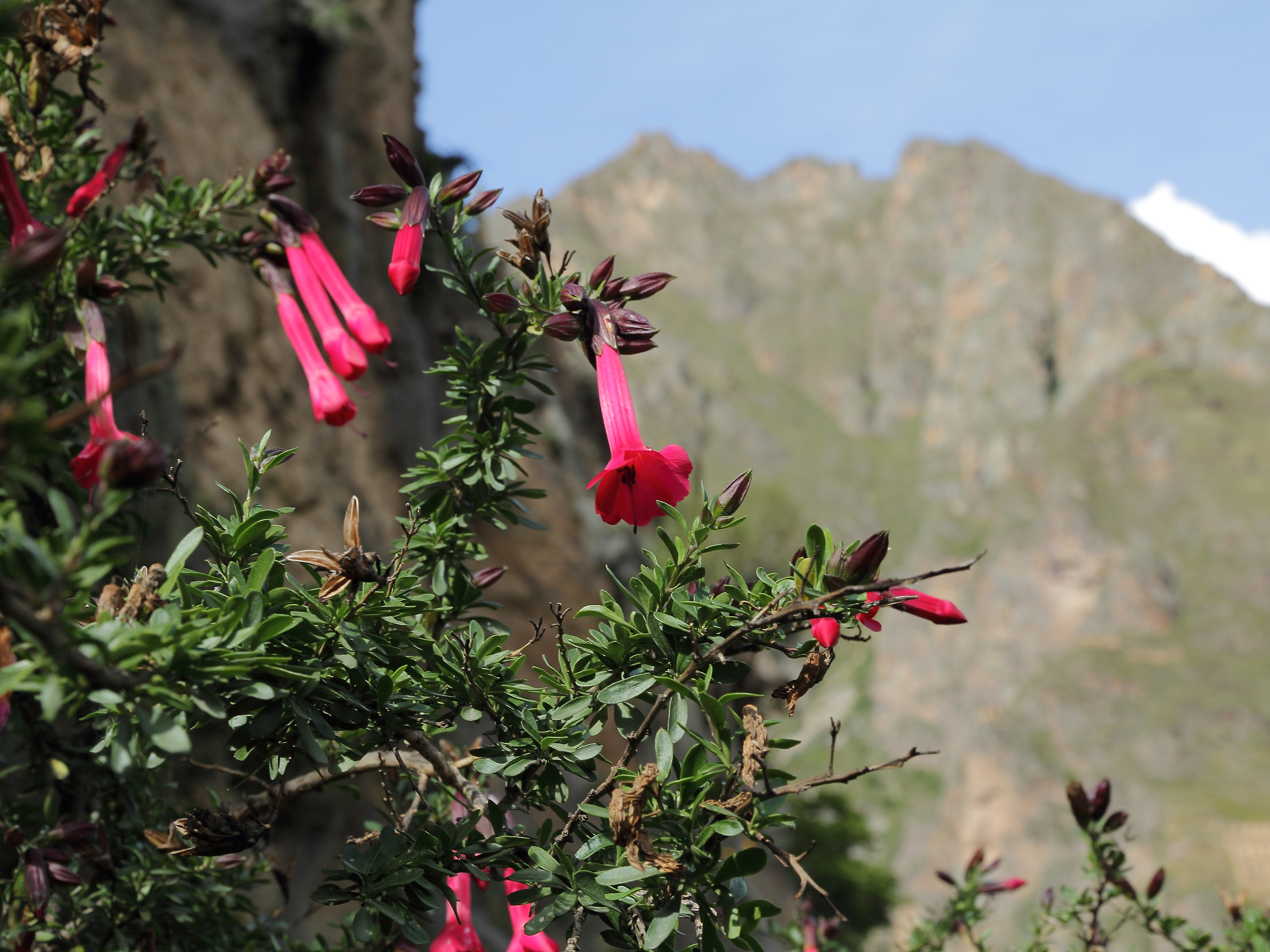
Район Ольянтайтамбо
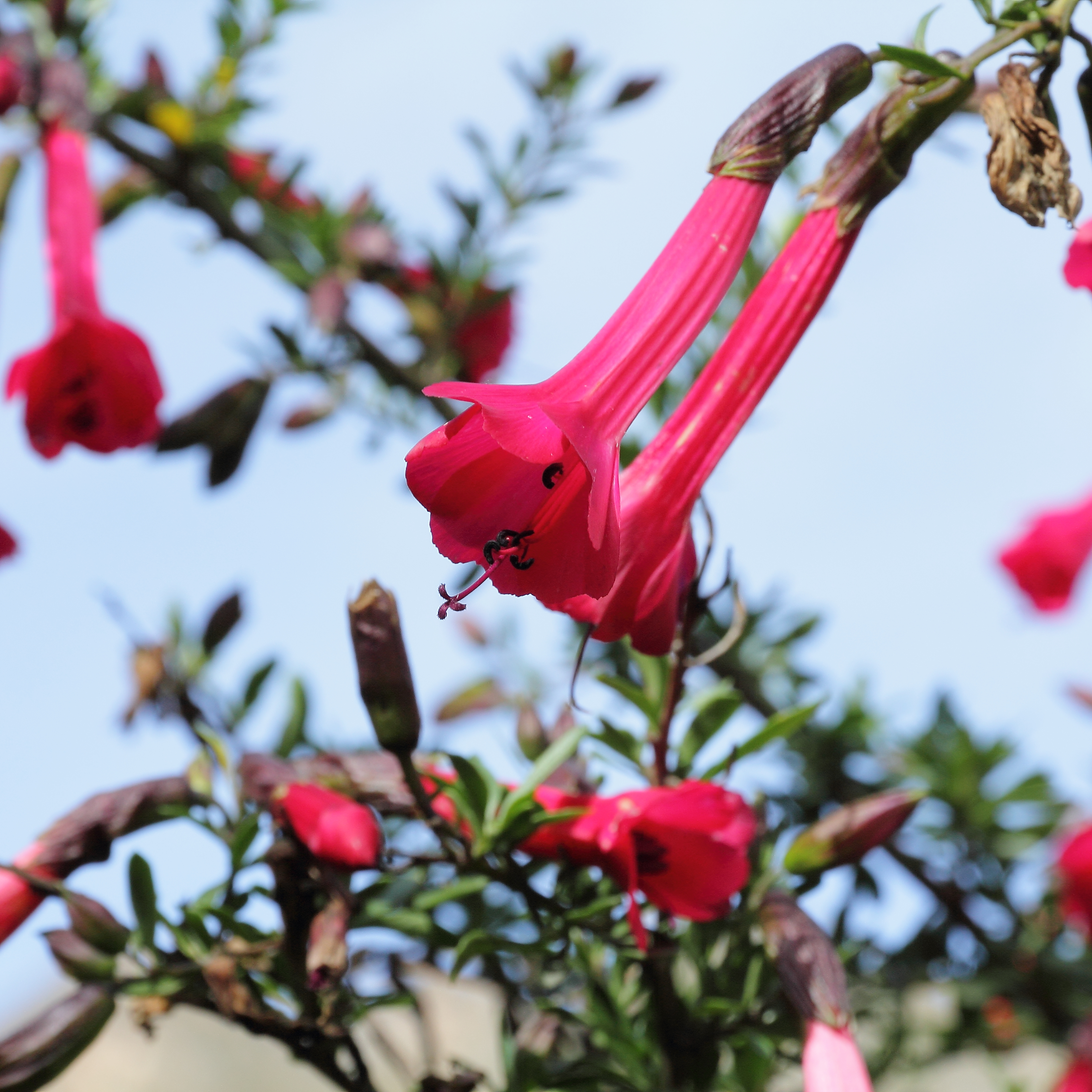
Перу

## Комментарии
1. ↑  Цветки используются в религиозных церемониях по настоящее время.
2. ↑  "Artículo 6. II. Los símbolos del Estado son la bandera tricolor rojo, amarillo y verde; el himno boliviano; el escudo de armas; la wiphala; la escarapela; la flor de la kantuta y la flor del patujú." Constitution of Bolivia Архивная копия от 24 октября 2017 на Wayback Machine